# Nationalisme abkhaze
 (septembre 2022).

Drapeau de l'Abkhazie, symbole du nationalisme abkhaze

Le Nationalisme abkhaze est une idéologie nationaliste prônant l'indépendance de l'Abkhazie et la création d'un État-nation abkhaze indépendant vis-à-vis de la Géorgie.

## Histoire
La Guerre d'Abkhazie est l'élément déclencheur de l'application du nationalisme abkhaze. Elle est le résultat de la proclamation d'indépendance de l'Abkhazie par les nationalistes et conduit les Géorgiens à se retirer du territoire abkhaze. Les nationalistes abkhazes, également soutenus par la large majorité des Russes et des Arméniens de la région,,,, le conflit sera par la suite nommé Guerre patriotique du peuple abhkaze